# Hrabstwo Clay (Illinois)

Piramida wieku hrabstwa

Hrabstwo Clay – hrabstwo w USA, w stanie Illinois, według spisu z 2000 roku liczba ludności wynosiła 14 560. Siedzibą hrabstwa jest Louisville. 

## Historia
Hrabstwo Clay powstało w 1824 roku z części innych hrabstw Wayne, Crawford i Fayette. Swoją nazwę zawdzięcza Henry'emu Clay, amerykańskiemu mężowi stanu, członkowi Senatu Stanów Zjednoczonych w XIX wieku.

## Geografia
Według spisu hrabstwo zajmuje powierzchnię 1 217 km², z czego 1 215 km² stanowią lądy, a 2 km² (0,13%) – wody.

### Sąsiednie hrabstwa
- Hrabstwo Jasper – północny wschód
- Hrabstwo Richland – wschód
- Hrabstwo Wayne – południe
- Hrabstwo Marion – zachód
- Hrabstwo Fayete – północny zachód
- Hrabstwo Effingham – północny zachód

## Demografia

Stan Illinois na mapie USA

Według spisu z 2000 roku hrabstwo zamieszkuje 14 560, które tworzą 5 839 gospodarstw domowych oraz 4 005 rodzin. Gęstość zaludnienia wynosi 12 osób/km². Na terenie hrabstwa jest 6 394 budynków mieszkalnych o częstości występowania wynoszącej 5 budynków/km². Hrabstwo zamieszkuje 98,52% ludności białej, 0,11% ludności czarnej, 0,23% rdzennych mieszkańców Ameryki, 0,52% Azjatów, 0,01% mieszkańców wysp Pacyfiku, 0,21% ludności innej rasy oraz 0,40% ludności wywodzącej się z dwóch lub więcej ras, 0,60% ludności to Hiszpanie, Latynosi lub inni.
W hrabstwie znajduje się 5 839 gospodarstw domowych, w których 30,60% stanowią dzieci poniżej 18. roku życia mieszkające z rodzicami, 56,40% małżeństwa mieszkające wspólnie, 8,60% stanowią samotne matki oraz 31,40% to osoby nieposiadające rodziny. 27,90% wszystkich gospodarstw domowych składa się z jednej osoby oraz 14,80% żyje samotnie i ma powyżej 65. roku życia. Średnia wielkość gospodarstwa domowego wynosi 2,41 osoby, a rodziny wynosi 2,94 osoby.
Przedział wiekowy populacji hrabstwa kształtuje się następująco: 23,90% osób poniżej 18. roku życia, 8,00% pomiędzy 18. a 24. rokiem życia, 25,90% pomiędzy 25. a 44. rokiem życia, 23,00% pomiędzy 45. a 64. rokiem życia oraz 19,20% osób powyżej 65. roku życia. Średni wiek populacji wynosi 40 lat. Na każde 100 kobiet przypada 92,30 mężczyzn. Na każde 100 kobiet powyżej 18. roku życia przypada 89,10 mężczyzn.
Średni dochód dla gospodarstwa domowego wynosi 30 599 dolarów, a średni dochód dla rodziny wynosi 36 675 dolarów. Mężczyźni osiągają średni dochód w wysokości 27 813 dolarów, a kobiety 20 616 dolarów. Średni dochód na osobę w hrabstwie wynosi 15 771 dolarów. Około 9,00% rodzin oraz 11,80% ludności żyje poniżej minimum socjalnego, z tego 12,90% poniżej 18. roku życia oraz 12,30% powyżej 65. roku życia.

## Miasta
- Flora

## Wioski
- Clay City
- Iola
- Louisville
- Sailor Springs
- Xenia